# Mount Hood Railway and Power Company
A Mount Hood Railway and Power Company (más néven Mount Hood Company) az Amerikai Egyesült Államok Oregon államában 1906-ban alapított áramszolgáltató volt. A Bull Run folyón vízerőművet, a Kis-Sandy folyón terelőgátat építettek. A 4,9 méter magas gátról a víz egy 5200 méter hosszú csatornán a Roslyn-tóba, majd onnan a vízerőműbe folyt, ami 1912-től termelt áramot.
Az építkezés kezdetekor a leendő erőműhöz az út postakocsival a boringi villamosmegállóból három óráig tartott; a nyomvonalat a heves esőzések miatt lécekkel burkolták. 1911 közepére elkészült a Bull Run és Portland Montavilla városrésze közötti vasútvonal, ezzel a megközelíthetőség jelentősen javult.
A vállalat 35 kilométer hosszú vasútvonalán kezdetben gőzvontatást használtak, majd 1912-től a Portland Railway, Light and Power Companyvel (a Portland General Electric elődje) való egyesülést követően villamosok közlekedtek. A Bull Run-i viszonylat 1930-ban szűnt meg. Az Interstate 205 menti, 1927-ben felhagyott nyomvonalat részben a MAX kék vonala használja.

## Fordítás
- Ez a szócikk részben vagy egészben  a   Mount Hood Railway and Power Company című angol Wikipédia-szócikk ezen változatának fordításán alapul.  Az eredeti cikk szerkesztőit annak laptörténete sorolja fel. Ez a jelzés csupán a megfogalmazás eredetét és a szerzői jogokat jelzi, nem szolgál a cikkben szereplő információk forrásmegjelöléseként.